# Zochcinek
Zochcinek (dawn. Zochcin, Żochcin) – wieś w Polsce położona w województwie świętokrzyskim, w powiecie opatowskim, w gminie Opatów.
W latach 1975–1998 miejscowość położona była w województwie tarnobrzeskim.
Przez wieś przechodzi  niebieski szlak turystyczny z Gołoszyc do Dwikoz oraz  czarny szlak rowerowy z Nowej Słupi do Opatowa.

## Historia
W 1950 roku w wyniku parcelacji majątku Państwa Jagnińskich na terenie Zochcinka powstaje Ośrodek Rolny, który w następstwie wielu działań staje się Państwowym Domem Opieki dla dorosłych. Do 2014 roku jedynym zabytkiem pozostałym po majątku Jagnińskich był zabytkowy dworek, który potem został zburzony ze względu na zły stan techniczny i grożące mu zawalenie.
Od 1974 roku na terenie miejscowości funkcjonuje Dom Pomocy Społecznej w Zochcinku dla osób przewlekle psychicznie chorych.

Dwór Jagnińskich
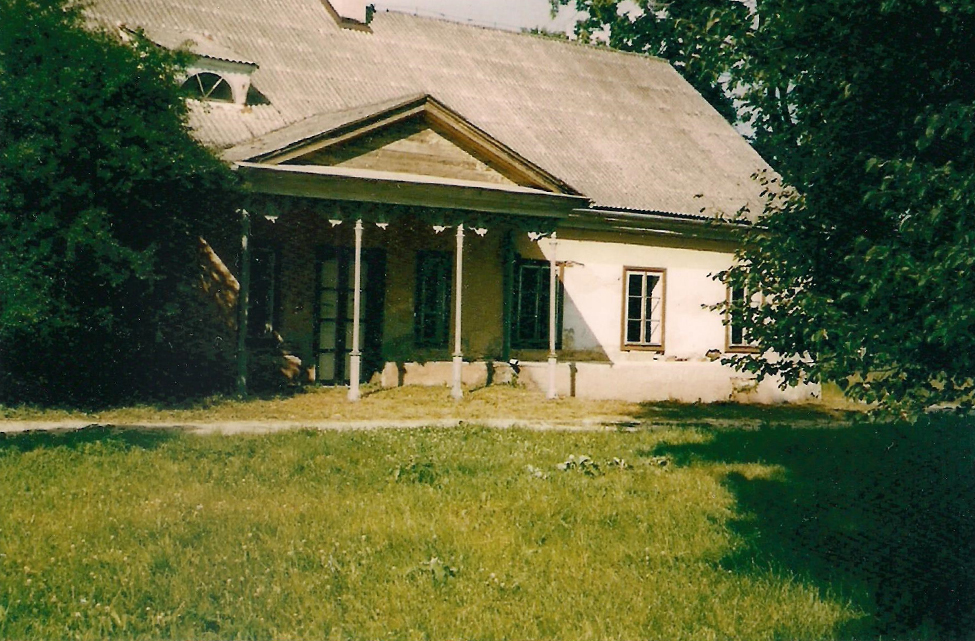
Dwór w 2011
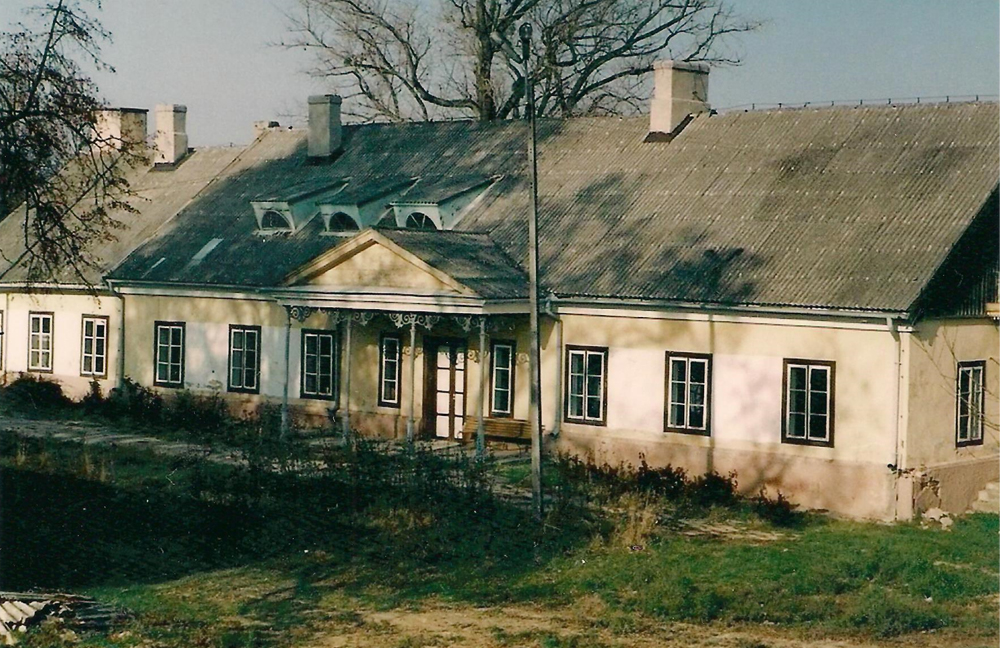
Przed rozbiórką w 2014.